# 全天球レーダー室
全天球レーダー室（ぜんてんきゅうレーダーしつ）は、アニメ『宇宙戦艦ヤマトシリーズ』の『ヤマトよ永遠に』以降に登場する架空の施設。

## 概要
西暦2202年に行われた大改装の際にヤマトに新たに設置された観測室である。球形レーダー室とも呼ばれる。第二艦橋の直下に位置し、同時期に装備された三次元センサーから得た情報を元に、宇宙図の作成やヤマトの航路測定・進路探査を行う。ヤマトの航海をより安全・正確なものとするための天体観測ラボと言える。
レーダー室内は比較的大きく、中心にガスタンクのような球形の物体が置かれており、そのドームの内壁全面がモニタースクリーンとなっている。ドーム内壁にはプラネタリウムのように周囲の宇宙空間が映し出され、ヤマトの周囲360度の上下および前後左右のすべての空間を実映像で探知できる。要員は2名で、それぞれアームに吊り下げられた移動式の座席に着席して操作する。設定では、イカルス天文台で真田、山崎たちの助手をしていた航海班所属の新人・西尾（真田澪、加藤四郎らと同期）が担当者とされているが、作中では明確な描写はされていない。
初登場となった『ヤマトよ永遠に』では、暗黒星雲の向こう側への抜け道となる通路の発見に役立った。また、『宇宙戦艦ヤマト 完結編』では回遊惑星アクエリアスをキャッチしている。
本来の用途は航路測定のための天体観測であるが、索敵レーダーとして使用することも一応可能のようで、『宇宙戦艦ヤマトIII』の第4話における訓練の際にはダミー艦の探知などを、第11話における白鳥座宙域戦の際には敵艦隊の探知に活躍した。